# Abraham Emanuel Fröhlich
Abraham Emanuel Fröhlich, född den 1 februari 1796 i Aargau, död där den 1 december 1865, var en schweizisk skald.
Fröhlich blev 1827 lärare vid kantonskolan i Aarau, 1835 rektor vid kretsskolan där och 1836 därjämte diakon. Han författade bland annat Fabeln (1825; 2:a upplagan 1829), Das Evangelium Johannis in Liedern (1830), de episka poemen Ulrich Zwingli, Ulrich von Hutten och Johann Calvin samt Trostlieder (1851 och 1864). På 
uppdrag av regeringen offentliggjorde han Auserlesene Psalmen und geistliche Lieder für die evangelisch-reformirte Kirche des Cantons Aargau (1845). Fröhlichs samlade arbeten utgavs 1853-61.